# Olympus Rupes
L'Olympus Rupes è una struttura geologica della superficie di Marte.